# Cefeu (constelație)
Cefeu este o constelație vizibilă în emisfera nordică. Este una dintre cele 48 de constelații listate de Ptolemeu și a rămas una dintre cele 88 de constelații moderne. Denumirea populară, în limba română, este Coasa.

## Obiecte cerești

### Stele
Cele mai luminoase stele din Cefeu sunt: Alderamin, Alfirk și Errai.
- Gamma Cephei (Errai), punctul „acoperișului”, se află la doar 13° de Steaua Polară.

### Stele variabile
- Beta Cephei (Alfirk) este prototipul stelelor variabile de tip Beta Cephei. Magnitudinea ei aparentă variază între +3,15 și + 3,21.
- Delta Cephei este o stea din  constelația Cefeu. Este prototipul cefeidelor. Magnitudinea ei aparentă variază de la 3,48 la 4,37.[2]

### Alte stele
- μ Cephei se numește uneori Steaua Granat, din cauza minunatei sale culori roșii. Printr-o coincidență interesantă, este steaua polară a planetei Marte, planeta roșie (este la mai puțin 8° de polul nord ceresc, situat în constelația Lebăda). Este o supergigantă roșie, una dintre stelele vizibile cele mai mari, având un diametru de 15 u.a., care dacă ar înlocui Soarele nostru, s-ar întinde până la jumătatea distanței dintre orbitele planetelor Jupiter și Saturn.

- VV Cephei este și mai mare decât μ Cephei (însă mai puțin strălucitoare cu ochiul liber) și ar depăși orbita planetei Saturn, dacă s-ar afla în locul Soarelui.

- V354 Cephei și RW Cephei sunt alte două supergigante roșii.

- WZ Cephei este o stea binară.

### Nebuloase,roiuri de stele,galaxii

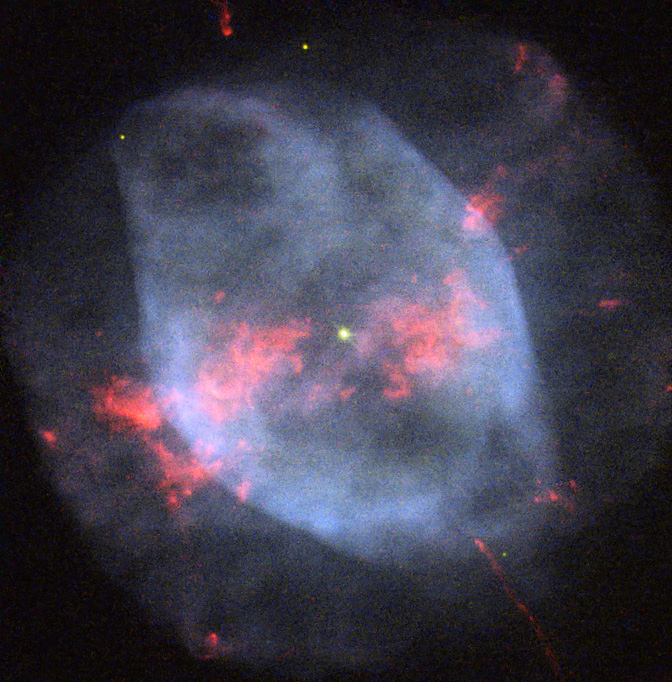
NGC 7354 este o nebuloasă planetară din constelația Cefeu

- NGC 188 este un roi deschis, fiind cunoscut pentru că este cel mai apropiat roi deschis de polul nord ceresc, și de asemenea cel mai vechi roi deschis cunoscut.
- The Galaxia Artificiilor (NGC 6946) este o galaxie spirală în care au fost observate nouă supernove, mai multe decât în oricare altă galaxie.
- IC 469 este o altă galaxie spirală, caracterizată printr-un nucleu compact, cu formă ovală, cu brațe laterale perceptibile.
- Nebuloasa NGC 7538 găzduiește cea mai mare protostea descoperită până în prezent.
- NGC 7023 este o nebuloasă de reflexie cu un roi stelar asociat (Collinder 429); are o magnitudine generală de 7,7 și se află la 1400 ani-lumină de Pământ.
- Quasarul 6C B0014+8120 este unul dintre cele mai puternice obiecte din univers, alimentate de o gaură neagră supermasivă, echivalentă cu 40 de miliarde de sori.
- Sh2-155 este un complex de nebuloase, ce conține nebuloase difuze, de reflexie și de emisie

## Vezi și
Cefeidă